# Dékány Kálmán
Dékány Kálmán (Cibakháza, 1921. december 22. – Budapest, 1999. december 27.) író, újságíró.

## Életútja, munkássága
1940-ben érettségizett a makói József Attila Gimnáziumban. 1941-ben az Országos Társadalombiztosítási Intézet számtisztje volt. 1942-től megszakítással a Tiszántúl (Debrecen) munkatársa lett. 1945-ben a Nemzeti Parasztpárt VIII. kerületi titkára volt. 1946-ban a Paraszt Újság, 1947-ben a Március Tizenötödike munkatársa lett. 1949-től az Építés- és Közmunkaügyi Minisztérium sajtóosztályának vezetője, 1951-től az Építők Lapja szerkesztője lett. 1956-ban szabadfoglalkozású riporter, 1957-től vándorszíntársulatnál díszletmunkás, 1961-től a Fogyasztási Szövetkezetek Pest Megyei Szövetségének sajtópropagandistája
volt. 1972-ben főiskolai szociológiai államvizsgát tett. 1982-ben nyugalomba vonult.
Számos rádiójátékát sugározzák. Írásaiban a mindennapok erkölcsi ellentmondásait ábrázolja, hagyományos eszközökkel.

## Művei
- Építők becsülete (elbeszélés, 1951)
- Felső határ az égbolt (elbeszélés, 1952)
- Megszállottak (kisregény és elbeszélés, 1961)
- Út nem vezet ki a világból (kisregény, 1964)
- Sátorkaland (regény, 1968)
- Fölfelé az Etnán (elbeszélés, 1971)
- Jelzőtűz (elbeszélés, 1974)
- Vakítás (kisregény, 1977)
- A gyalogló látomásai (elbeszélés, 1981)
- Tolvajkulcs (regény, 1984)
- Ábránd elsötétítéskor (kisregény, 1984)
- A tükörszoba vendége (kisregény, 1985)
- Tüzes tű (kisregény, 1986)
- A piros virág bajnoka (1987, regény, 1996)
- Az örök valaki (elbeszélés, 1989)
- A színpadszolga (1993)
- Közjáték vasfüggönnyel (elbeszélés, 1995)
- A színlelés játszmái (elbeszélés, 1996)
- Árnyékgyár (regény, 1996)
- A szerelem tornácán (elbeszélés, 1997)
- Diákvér (1997)
- Toronykiáltás, Edzésben (2 kisregény, 1998)
- A szív vására (elbeszélés, dráma, 1999)